# Rio Caia
O Caia é um rio português que nasce na Serra de São Mamede, entre as freguesias de Reguengo e Ribeira de Nisa no concelho de Portalegre. No seu percurso, passa por Arronches e Caia, indo desaguar na margem direita do Guadiana no município de Elvas. Na parte final do seu percurso delimita uma secção da fronteira Espanha-Portugal. A fronteira Espanha-Portugal entre o rio Caia e o Ribeira de Cuncos é disputada devido à Questão de Olivença.

## Afluentes
- Ribeira de Arronches ou Alegrete
- Ribeira de Algalé

## Barragens
- Barragem do Caia